# Współczesna rodzina (sezon 6)
6 sezon serialu komediowego Współczesna rodzina został oryginalnie wyemitowany w USA przez stację ABC od 24 września 2014 do 20 maja 2015.

## Produkcja
18 maja 2014 roku, serial został przedłużony o 6 sezon.

### Obsada
- Ed O’Neill – Jay Pritchett
- Sofía Vergara – Gloria Delgado-Pritchett
- Julie Bowen – Claire Dunphy
- Ty Burrell – Phil Dunphy
- Jesse Tyler Ferguson – Mitchell Pritchett
- Eric Stonestreet – Cameron Tucker
- Sarah Hyland – Haley Dunphy
- Ariel Winter – Alex Dunphy
- Rico Rodriguez – Manny Delgado
- Nolan Gould – Luke Dunphy
- Aubrey Anderson-Emmons – Lily Tucker-Pritchett

Gościnnie w tym sezonie wystąpili:
- Sam Lloyd – Lester
- Steve Zahn – Ronnie
- Andrea Anders – Amber
- Tyne Daly – pani Plank
- Jon Polito – Earl Chambers
- Michael Urie – Gavin Sinclair
- Nigella Lawson – Nigella Lawson
- Kristen Johnston – Brenda
- Aya Cash – Vanessa
- Roger Bart – Anders
- Stephanie Beatriz – Sonia
- Penn Jillette – Edward Legrand
- Natasha Leggero – Dana
- Oliver Platt – Martin Sherman
- Horatio Sanz – Armando
- Robbie Amell – Chase

## Emisja w Polsce
Premiera 5 sezonu w Polsce, nastąpiła 3 lutego 2015 roku na kanale HBO Comedy. Emisję zakończono na 12. odcinku sezonu, 26 lutego. Od 2 czerwca do 25 czerwca wyemitowano pozostałe odcinki sezonu.

## Odcinki
- Ed O’Neill, Sofía Vergara, Julie Bowen, Ty Burrell, Jesse Tyler Ferguson oraz Eric Stonestreet pojawiają się we wszystkich odcinkach tego sezonu.
- Sarah Hyland, Ariel Winter, Nolan Gould oraz Rico Rodriguez są nieobecni w 2 odcinkach.
- Aubrey Anderson-Emmons jest nieobecna w 4 odcinkach.

| № | #  | Tytuł                             | Reżyseria            | Scenariusz                                       | Premiera             | Premiera        |
| --- | -- | --------------------------------- | -------------------- | ------------------------------------------------ | -------------------- | --------------- |
| 121 | 1  | The Long Honeymoon                | Beth McCarthy-Miller | Danny Zuker                                      | 24 września 2014     | 3 lutego 2015   |
| Mijają trzy miesiące od ślubu Camerona i Mitchella. Cameron dokłada wszelkich starań, aby utrzymać romantyczną sielankę, czym frustruje Mitchella. Rodzina Dunphych przeżywa doskonałe, spokojne wakacje bez sporów i kłótni. Idylla kończy się wraz z powrotem Alex z podróży humanitarnej. Gloria nie wie jak powiedzieć Jayowi, by bardziej zadbał o swój wygląd. |    |                                   |                      |                                                  |                      |                 |
| 122 | 2  | Do Not Push                       | Gail Mancuso         | Megan Ganz                                       | 1 października 2014  | 4 lutego 2015   |
| Rodzina Dunphych odwiedza uczelnię, która według Claire jest idealna dla Alex. Podczas zwiedzania, Phil, Luke i Haley biorą udział w eksperymencie. Cameron i Mitchell mają problem ze stworzeniem nowego portretu nad kominkiem, na którym ma też być Lily. W kolejną rocznicę ślubu, Jay i Gloria mają dylemat między sentymentalnymi a wartościowymi prezentami. |    |                                   |                      |                                                  |                      |                 |
| 123 | 3  | The Cold                          | Jim Hensz            | Rick Wiener & Kenny Schwartz                     | 8 października 2014  | 5 lutego 2015   |
| Claire jest chora, ale nie rezygnuje z pracy, aby nie zawieść ojca. Sądzi również, że za choroby jej oraz innych członków rodziny odpowiadają Cameron i Mitchell, którzy przywieźli je ze swojej podróży poślubnej. Okazuje się, że za wywołaniem rodzinnej epidemii stoi Phil, którego wina uwidoczniona jest na ślubnym nagraniu Mitchella i Camerona. Phil i Luke próbują zatuszować prawdę. Cameron uważa, że Manny nie powinien grać w nadchodzącym meczu, gdyż jest zbyt słaby. Boi się jednak o tym powiedzieć Jayowi i Glorii, którzy dopingują syna. Lily traci koleżankę przez Mitchella. Haley stara się unikać Andy’ego. |    |                                   |                      |                                                  |                      |                 |
| 124 | 4  | Marco Polo                        | Fred Savage          | Elaine Ko                                        | 15 października 2014 | 10 lutego 2015  |
| Rodzina Dunphych jest zmuszona na jakiś czas zamieszkać w hotelu. Manny spotyka się ze starszą i bardziej od niego popularną dziewczyną. Cameron nie chce, aby Mitchell był na meczu jego drużyny, gdyż sądzi, że jego obecność przynosi pecha. |    |                                   |                      |                                                  |                      |                 |
| 125 | 5  | Won't You Be Our Neighbor         | Gail Mancuso         | Paul Corrigan & Brad Walsh                       | 22 października 2014 | 11 lutego 2015  |
| Phil i Claire szukają nowych sąsiadów do domu obok. Nowa dziewczyna Manny’ego jest również wnuczką znienawidzonego przez Jaya jego dawnego wspólnika. Mitchell i Cameron mają problem z przedszkolanką Lily. |    |                                   |                      |                                                  |                      |                 |
| 126 | 6  | Halloween 3: AwesomeLand          | Gail Mancuso         | Paul Corrigan, Brad Walsh & Abraham Higginbotham | 29 października 2014 | 12 lutego 2015  |
| Halloween. Claire musi pracować, więc Phil zajmuje się dekoracjami domu i ogródka. Claire uważa, że jego pomysły są mało przerażające. Postanawia sama wszystkim się zająć, kiedy nowy sąsiad wspomina jej o konkursie na najstraszniej ubrany dom. Jay znajduje wreszcie kostium, który w pełni mu odpowiada. Mitchell nie radzi sobie w sądzie, a Cameron jest przytłoczony obowiązkami związanymi ze świętem. |    |                                   |                      |                                                  |                      |                 |
| 127 | 7  | Queer Eyes, Full Hearts           | Jason Winer          | Stephen Lloyd                                    | 12 listopada 2014    | 17 lutego 2015  |
| Phil martwi się, że Alex za dużo się uczy, a Claire nie podoba się, że Haley spędza dużo czasu z Andym, a nie szuka pracy. Gloria zatrudnia nauczyciela hiszpańskiego, aby udzielał lekcji Manny’emu. On jednak woli uczyć się francuskiego, a Jayowi nie podoba się, że nauczyciel jest młody i przystojny. Mitchell ma pretensje do Camerona, że ciągle go lekceważy. Andy znajduje pracę u Phila. |    |                                   |                      |                                                  |                      |                 |
| 128 | 8  | Three Turkeys                     | Beth McCarthy-Miller | Jeffrey Richman                                  | 19 listopada 2014    | 18 lutego 2015  |
| Święto Dziękczynienia. Phil przygotowuje kolację razem z Lukiem. W tajemnicy, Claire przygotowuje swojego indyka, na wypadek niepowodzenia Phila. Mitchell ma dość ciągłego odmawiania Lily i zmusza Camerona, by on również sprzeciwił się córce. Jay i Gloria planują spędzić święto w Meksyku, ale kiedy ich lot zostaje odwołany, postanawiają nie informować o tym pozostałych członków rodziny. Kiedy jednak rodzina przenosi się do ich domu, próbują wszystko odkręcić. Manny próbuje przekonać Haley, że już się w niej nie podkochuje.                                                                                     |    |                                   |                      |                                                  |                      |                 |
| 129 | 9  | Strangers in the Night            | Fred Savage          | Chuck Tatham                                     | 3 grudnia 2014       | 19 lutego 2015  |
| Alex ujawnia rodzinie, że ma chłopaka. Jedynie Phil jej wierzy, podczas gdy Claire i Haley uważają, że wymyśliła go. Mitchell i Cameron kupują piękną, białą kanapę. Przyjmują również pod swój dach koleżankę Mitchella z pracy, Brendę. Manny niechcący niszczy plan Jaya, który próbuje uniknąć przyjęcia, na które miał iść z Glorią. Gościnnie: Kristen Johnston |    |                                   |                      |                                                  |                      |                 |
| 130 | 10 | Haley's 21st Birthday             | Alisa Statman        | Abraham Higginbotham                             | 10 grudnia 2014      | 24 lutego 2015  |
| W dniu swoich urodzin, Haley idzie do baru z dorosłymi ze swojej rodziny. Claire stara się pokazać córce, że jest nie tylko jej matką, ale również koleżanką. Phil planuje zdobyć prezent urodzinowy dla Haley – nowy samochód. Jay postanawia mu pomóc. Mitchell i Cameron uświadamiają sobie, że nie są tak modni jak chcieliby być. Alex, Luke i Manny zajmują się Lily, która chce wiedzieć skąd się biorą dzieci. |    |                                   |                      |                                                  |                      |                 |
| 131 | 11 | The Day We Almost Died            | James Bagdonas       | Danny Zuker                                      | 7 stycznia 2015      | 25 lutego 2015  |
| Rodzina Dunphych oraz Manny cudem unikają wypadku samochodowego. Widmo śmierci zmusza wszystkich do refleksji. Claire postanawia być bardziej zabawna oraz mniej spięta i zaborcza, Alex postanawia zbliżyć się do Haley, Manny nie zamierza więcej wsiadać do samochodu, Phil decyduje się zmężnieć, a Luke planuje zrealizować listę rzeczy, które zaplanował przed śmiercią. Reszta rodziny jest zmuszona zmierzyć się z nowym nastawieniem Dunphych i Manny’ego. |    |                                   |                      |                                                  |                      |                 |
| 132 | 12 | The Big Guns                      | Jeffrey Walker       | Vali Chandrasekaran                              | 14 stycznia 2015     | 26 lutego 2015  |
| Jay próbuje nauczyć Joego korzystać z nocnika. Gloria uważa, że nie jest jeszcze na to gotowy. Phil i Claire rozpoczynają wojnę z sąsiadami, którzy nie zgadzają się zabrać łódki ze swojego podjazdu. Ojciec Phila przyjeżdża z pomocą. W tajemnicy przed Mitchellem, Cameron zabiera Lily do szkoły klaunów. Szybko odkrywa jednak, że nie był to najlepszy pomysł. Gościnnie: Fred Willard |    |                                   |                      |                                                  |                      |                 |
| 133 | 13 | Rash Decisions                    | Jim Hensz            | Anthony Lombardo, Clint McCray                   | 4 lutego 2015        | 2 czerwca 2015  |
| Luke zaczyna oddalać się od Phila, który spędza więcej czasu z Andym. Gloria odkrywa, że Joe może mieć alergię na Stellę. Suczka musi przez tydzień zamieszkać u Mitchella i Camerona. Alex przygotowuje się do rozmowy o pracę. Mitchell tymczasowo podejmuje pracę w firmie ojca. Cameron zajmuje się Stellą, co niepokoi Jaya. |    |                                   |                      |                                                  |                      |                 |
| 134 | 14 | Valentine's Day 4: Twisted Sister | Fred Savage          | Jeffrey Richman                                  | 11 lutego 2015       | 3 czerwca 2015  |
| Walentynki. Phil i Claire raz jeszcze wcielają się w swoje alter ego, Juliannę i Clive'a Bixby. Claire zauważa, że mężowi bardziej od niej podoba się Julianna. Sonia, siostra Glorii, stawia Jaya w niezręcznej sytuacji. Mitchell i Cameron kupują dla swoich przyjaciół prezent, który zaczyna podobać się im samym. Gościnnie: Roger Bart |    |                                   |                      |                                                  |                      |                 |
| 135 | 15 | Fight or Flight                   | Steven Levitan       | Abraham Higginbotham                             | 18 lutego 2015       | 4 czerwca 2015  |
| Phil i Claire wracają samolotem ze zjazdu przyjaciół Phila, byłych cheerleaderów. Claire zostawia męża i bierze miejsce w pierwszej klasie. Mitchell, Cameron oraz ich znajomi, organizują przyjęcie na cześć dziecka Sal. Jay uczy Manny’ego samoobrony. Gościnnie: Nathan Lane, Elizabeth Banks, Penn Jillette |    |                                   |                      |                                                  |                      |                 |
| 136 | 16 | Connection Lost                   | Steven Levitan       | Steven Levitan, Megan Ganz                       | 25 lutego 2015       | 9 czerwca 2015  |
| Claire utknęła na lotnisku i kontaktuje się z całą rodziną przez swój komputer. Bliscy pomagają Claire odszukać Haley, która nie odbiera od matki połączeń po tym jak się pokłóciły. Wspólnie namierzają ją w Las Vegas. Tymczasem Haley otrzymuje pocztą poradnik dla kobiet w ciąży. |    |                                   |                      |                                                  |                      |                 |
| 137 | 17 | Closet? You'll Love It!           | Ryan Case            | Elaine Ko                                        | 4 marca 2015         | 10 czerwca 2015 |
| Claire i Jay nagrywają reklamę swojej firmy. Cameron panikuje, kiedy odkrywa, że Lily fałszuje, a ma śpiewać na konkursie talentów. Phil, Luke i Manny pomagają Glorii bronić jej prywatności. Haley odwiedza w szpitalu Andy’ego, który dostał zapalenia wyrostka robaczkowego. |    |                                   |                      |                                                  |                      |                 |
| 138 | 18 | Spring Break                      | Gail Mancuso         | Paul Corrigan, Brad Walsh                        | 25 marca 2015        | 11 czerwca 2015 |
| Luke zaczyna być lepszy od Phila w najróżniejszych rzeczach. Haley zabiera Alex na koncert. Jay i Gloria kończą z nawykami, które przeszkadzają współmałżonkowi. Jednak obecność Mitchella i Camerona utrudnia im dotrzymanie słowa. Claire robi porządki w domu. |    |                                   |                      |                                                  |                      |                 |
| 139 | 19 | Grill, Interrupted                | James Bagdonas       | Paul Corrigan, Brad Wlash, Jeffrey Richman       | 1 kwietnia 2015      | 16 czerwca 2015 |
| Urodziny Jaya. Phil kupuje mu zaawansowany technologicznie grill. Mitchell i Claire mają świetny pomysł na prezent dla ojca. Cameron otrzymuje w spadku pokaźną sumę. Gloria próbuje oduczyć Manny’ego i Luke’a picia alkoholu. Andy chce porozmawiać z Haley o tym co powiedziała mu w szpitalu. |    |                                   |                      |                                                  |                      |                 |
| 140 | 20 | Knock 'Em Down                    | Beth McCarthy-Miller | Rick Wiener, Kenny Schwartz                      | 22 kwietnia 2015     | 17 czerwca 2015 |
| Jay zgadza się zastąpić zawodnika w drużynie Camerona i zagrać za niego w kręgle. Musi jednak udawać geja, aby móc grać. Gloria i Mitchell próbują udowodnić swoim współmałżonkom, że wciąż są młodzi i lubią zabawę. Umawiają się z Haley na imprezę. Claire i Phil spędzają miły wieczór w towarzystwie swoich nielubianych sąsiadów. |    |                                   |                      |                                                  |                      |                 |
| 141 | 21 | Integrity                         | Chris Koch           | Stephen Lloyd & Chuck Tatham                     | 29 kwietnia 2015     | 18 czerwca 2015 |
| Jay i Phil transportują dla Joego zamek księżniczki, który należał do Lily. Mitchell i Cameron myślą o adopcji kolejnego dziecka. Gloria pomaga Haley postawić się swojemu szefowi. Claire pomaga Luke'owi w zdobyciu nagrody szkolnej. |    |                                   |                      |                                                  |                      |                 |
| 142 | 22 | Patriot Games                     | Alisa Statman        | Vali Chandrasekaran                              | 6 maja 2015          | 23 czerwca 2015 |
| Mitchell i Cameron dołączają się do protestu przeciwko lokalnej restauracją, której nie lubią. Alex konkuruje z Sanjayem o uzyskanie lepszej średniej. Do rywalizacji dołączają się również Phil i Claire oraz rodzice Sanjaya. Gloria postanawia uzyskać amerykańskie obywatelstwo, ale zdaje sobie sprawę, że zapomina o swoich korzeniach. Jay wyjaśnia jej, dlaczego chce, aby stała się Amerykanką. Gościnnie: Benjamin Bratt |    |                                   |                      |                                                  |                      |                 |
| 143 | 23 | Crying Out Loud                   | Ryan Case            | Megan Ganz, Stephen Lloyd, Chuck Tathum          | 13 maja 2015         | 24 czerwca 2015 |
| Claire dostaje propozycję pracy i martwi się o reakcję Jaya na wieść o odejściu z firmy. Glorii nie podoba się nowa dziewczyna Manny’ego i próbuje jej się pozbyć. Phil, Haley i Luke spędzają z Alex dzień wagarowicza. Mitchell i Cameron martwią się, że Lily brakuje empatii. |    |                                   |                      |                                                  |                      |                 |
| 144 | 24 | American Skyper                   | Steven Levitan       | Elaine Ko                                        | 20 maja 2015         | 25 czerwca 2015 |
| Alex kończy szkołę i rodzina urządza przyjęcie. Phil utkwił w Seattle, ale Andy znajduje nowoczesny sposób, aby Dunphy mógł uczestniczyć w wydarzeniach. Jaya denerwuje obecność kuzyna Glorii. Andy musi wybrać pomiędzy swoją dziewczyną i Haley. Claire próbuje znaleźć odpowiedni prezent dla Alex. Mitchell nie wie jak powiedzieć Cameronowi, że stracił pracę. Cameron podejrzewa Mitchella o romans. Phil odkrywa, że Andy i Haley są w sobie zakochani. |    |                                   |                      |                                                  |                      |                 |